# سیارک ۱۸۷۸۸
سیارک ۱۸۷۸۸ (به انگلیسی: 18788 Carriemiller، نامگذاری:1999JX53) هجده هزار و هفتصد و هشتاد و هشتمین سیارک کشف شده‌است که در ۱۰ مه ۱۹۹۹ کشف شد.
قدر مطلق سیارک برابر ۱۱.۷ است.